# Fosfofibrita
La fosfofibrita és un mineral de la classe dels fosfats. Rep el nom de la composició (fosfat) i de l'hàbit fibrós.

## Característiques
La fosfofibrita és un fosfat de fórmula química (H₂O,K)3.5Fe₈(PO₄)₆(OH)₇·5H₂O. Va ser aprovada com a espècie vàlida per l'Associació Mineralògica Internacional l'any 1982. Cristal·litza en el sistema monoclínic. La seva duresa a l'escala de Mohs és 4.
Segons la classificació de Nickel-Strunz, la fosfofibrita pertany a «08.DJ: Fosfats, etc, amb cations de mida mitjana i gran, (OH, etc.):RO₄ = 1:1» juntament amb els següents minerals: johnwalkita, olmsteadita, gatumbaïta, camgasita, meurigita-K, meurigita-Na, jungita, wycheproofita, ercitita, mrazekita i attikaïta.

## Formació i jaciments
Va ser descoberta Alemanya, concretament a la mina Clara, situada a Oberwolfach, dins Ortenaukreis (regió de Freiburg, Baden-Württemberg). També ha estat descrita a la mina Traslasierra, a la localitat d'Oliva de Mérida, a la província de Badajoz (Extremadura, Espanya), així com a diverses mines del estats estatunidencs de Nevada i Nou Mèxic.